# 木々高太郎
木々 高太郎（きぎ たかたろう、1897年〈明治30年〉5月6日 - 1969年〈昭和44年〉10月31日）は、日本の大脳生理学者・小説家・詩人。医学博士。本名は林 髞（はやし たかし）。山梨県出身。
1937年、直木賞受賞。主に推理小説・探偵小説で知られたほか、詩歌や評論も手掛けた。イワン・パブロフ門下の生理学者でもあり、母校の慶應義塾大学医学部で教鞭を執った。戦後はアメリカの穀物メジャーの支援を受けて小麦食を推奨し、「頭脳パン」、「米食低脳論」を提唱した。長男は医学博士で精神衛生学者の林峻一郎。

## 生涯

### 出生から上京

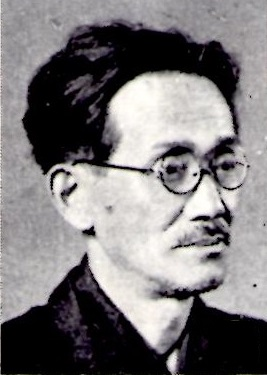
福士幸次郎

山梨県西山梨郡山城村下鍛冶屋（現・甲府市下鍛冶屋町）に生まれる。生家は医家。甲府市湯田町へ移り、甲府市立湯田尋常小学校へ通う。1910年（明治43年）、さらに東八代郡白井河原村（現・甲府市白井町）へと移り、山梨県立甲府中学校（現・山梨県立甲府第一高等学校）へ入学する。中学時代は弁論部に所属し、同校の『校友会雑誌』へも散文・短歌を投稿している。
1915年（大正4年）に甲府中学校を卒業すると、詩人の福士幸次郎に師事して上京する。金子光晴やサトウ・ハチローらとも親交を持ち、同人誌への投稿やドイツ詩の紹介を行う。1915年には福士・江馬修・木村荘太が中心となり『白樺』の衛星誌である『LA TERRE』（ラ・テール、のち『ヒト』と改題）が創刊され、1916年（大正5年）9月刊行の第2巻第6号では「林髞」名義で木々の詩「寂しき微笑」が掲載されている。
また、木々の慶應義塾大学医学部入学後の1922年（大正11年）1月には福士が編集委員、福士門人でもあった金子光晴が編集発行人を務める詩誌『楽園』が創刊され、同年3月刊行の第2号で木々は林家の先祖「林久策」のペンネームで訳詩・散文を発表している。

### 大脳生理学者としての活動

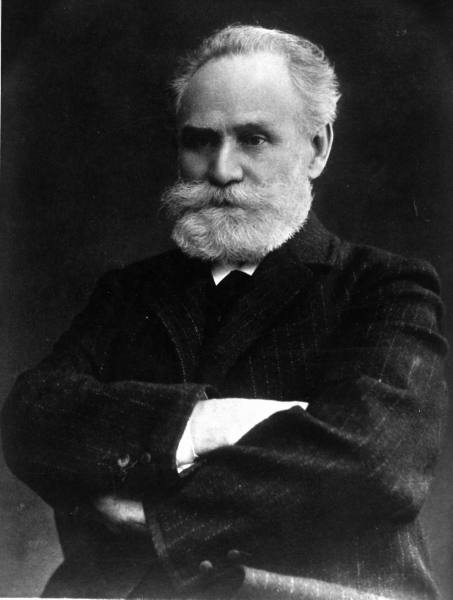
イワン・パブロフ

1918年（大正7年）には慶應義塾大学医学部予科に入学する。1924年に同医学部を卒業し、慶應義塾大学生理学教室の助手となる。1927年（昭和2年）には講師となり、生理学の講義を担当、1928年（昭和3年）に　慶應義塾大学より医学博士号を得る。博士論文は「神経刺激電流の滑走に就て」。1929年（昭和4年）には助教授に昇進する。
1932年（昭和7年）にソ連のレニングラード（ペテルブルク）へ留学し、翌年2月までイワン・パブロフのもとで条件反射学を研究する。1933年（昭和8年）5月には帰国し、帰国後は研究・教育活動の傍ら新聞への医学随筆の寄稿等も行い、1934年には科学知識普及会評議員となる。

### 探偵小説の発表と「探偵小説芸術論争」

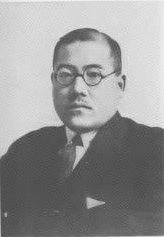
甲賀三郎

上記の通り科学知識普及会評議員となった木々は、同僚評議員であった海野十三を知る。木々は海野や南沢十七の勧めもあり、「木々高太郎」の筆名で『新青年』11月号に短編探偵小説「網膜脈視症」を発表する。これが木々の探偵作家としてのデビューとなり、以降、「睡り人形」「青色鞏膜」など『新青年』へ数々の短編を発表する。
1934年から1935年（昭和10年）には、甲賀三郎が『新青年』及び『ぷろふいる』誌上において、本格的探偵小説の非芸術性を主張し、「本格探偵小説」は文学性よりも探偵的要素を重視したものであり、探偵趣味を含んだ「変格探偵小説」は「本格探偵小説」から区別されるべきものであるとする「探偵小説芸術論」を提唱した。これに対して木々は、1936年（昭和11年）3月に『ぷろふいる』第4巻第3号において論説「愈々甲賀三郎氏に論戦」を発表、謎に対する論理的思索とそれによる謎の解決を探偵小説の要素であるとし、探偵小説の芸術性を主張した（探偵小説芸術論争）。また、甲賀との論争を受けた1936年（昭和11年）には持説の「探偵小説芸術論」を実践した作品として、『新青年』に「人生の阿呆」を発表する。

### 「シュピオ」創刊・直木賞受賞
木々が甲賀三郎と論争を繰り広げた『ぷろふいる』は1933年5月から刊行されていた専門誌であるが、探偵小説界には別途古今荘・蘭郁二郎らの同人誌として1935年3月に刊行された『探偵文学』が存在していた。1937年（昭和12年）1月には木々や海野十三・小栗虫太郎は探偵小説の専門誌として『探偵文学』を改題して『シュピオ』を創刊する。「シュピオ」はロシア語で「探偵」を意味する「シュピオン」に由来する。
木々らは『シュピオ』の紙面も一新し、小説理論の探求や新人の育成、専門的研究などを提言している。
同年、「人生の阿呆」で第4回直木賞を受賞する。

### 戦時中から戦後の活動
1939年、雑誌「条件反射」を自費出版。1941年、研究動員を受け陸軍科学研究所嘱託となる。
1945年、林研究所を創設して所長となり、翌年には慶應義塾大学医学部教授となる。執筆活動も再開し、翌年には『推理小説叢書』を監修。ここで、のちに定着する「推理小説」という言葉を用いる。同年、「新月」で第1回探偵作家クラブ賞短篇賞受賞。翌年、「ロック」誌上で江戸川乱歩と論争。
1951年（昭和26年）には復刊された「三田文学」の編集委員となり、木々は同誌の表紙・裏表紙のデザインも手がけている。松本清張は、同年3月に木々の推挽により三田文学に「記憶」を、さらに9月には「或る『小倉日記』伝」を発表している。
1952年（昭和27年）、田村良宏（後のSRの会会長、筆名河田陸村）らにより創設され、紀田順一郎・大伴昌司らも参加した、慶応義塾大学推理小説研究会の顧問となる。1953年には、江戸川乱歩、大下宇陀児のあとを引き継ぎ、日本探偵作家クラブ（現・日本推理作家協会）第3代会長となった。
1960年、『頭のよくなる本』で｢頭脳パン｣を提唱。米食を止め、パンを主食にするべきだと主張した（なお、この木々の主張の背景には、アメリカに本拠を置くいわゆる「穀物メジャー」からの強い働きかけ、さらには研究費の提供等があったことが現在では判明している）。
1963年（昭和38年）2月には同人誌「小説と詩の評論」の創刊を主宰し新人の育成にも携わり、自身も詩や評論を発表している。1964年（昭和39年）に山梨県人会である山人会が発足すると、会員となる。1965年（昭和40年）3月には慶応義塾大学を定年退職し、名誉教授となる。1967年（昭和42年）には第一詩集『渋面』を、1969年（昭和44年）には第二詩集『月光と蛾』を刊行する。第三詩集の刊行も構想されていたが、未完に終わる。1969年4月に入院し、同年10月31日に心筋梗塞のため聖路加国際病院で死去する。72歳没。

## 家族
- 父・林熊男（1872-） ‐ 耳鼻科整形外科医師。山梨県白井河原村の戸長・角田宗孝の三男として生まれ、23歳で同県山城村の林久策の養嗣子となる。済生学舎卒業後、医術開業試験合格し、米国留学を経て、東京で林医院開業。隆鼻術を得意とした。[15]
- 母・たかの（1878-） ‐ 同県英村村長で郡会議員の岩間忠禄の長女。[15]
- 妻・ます子（1907-） ‐ 呉服太物商、町会議員・渡井三蔵の長女。甲府高等女学校、実践女学校専門部卒。[16]
- 長男・林峻一郎
- 妹・清子（1900-） ‐ 熊男の長女。山梨英和女学校、津田英語塾出身。耳鼻咽喉科医師・杉浦右門の妻。右門は水戸の眼科医・松島新十郎の四男で、水戸の耳鼻咽喉科医・杉浦時徳の養子となり、東大医科を卒業後、東京女子医専教授、日本医大教授を経て開業。右門の長女・璃々子は熊男の養女となった（のちのフルート奏者・林リリ子）。[15][17][18][19][20][21]
- 妹・貞子（1903-） ‐ 熊男の二女。山梨英和女学校卒。伯父・角田秀作の養女となり、医師の角田静雄の妻となる。[15][22]
- 妹・誠子（1907-） ‐ 熊男の三女。三輪田高等女学校、自由学園高等部卒。入婿に日大医学部教授、東洋病院院長の耳鼻咽喉科医師・林義雄。子に林光。義雄の兄の娘婿に妹尾河童。[15][23][24]
- 伯父・角田秀作（1864-） ‐ 熊男の兄（角田宗孝の長男）、東八代郡郡会議員、同議長。[22]
- 叔父・角田高次（1874-） ‐ 熊男の弟（宗孝の四男）。耳鼻咽喉科医師[22]

## 著作

### 小説
◎→大心池先生シリーズ　□→志賀博士シリーズ

#### 長編
- 『人生の阿呆』版画荘、1936 のち創元推理文庫　□
- 『折蘆』春秋社、1938　※志賀博士も登場
- 『風水渙』春陽堂文庫、1940　※志賀博士も登場
  - （『四十指紋の男 長編探偵小説』極光書房、1949）
- 『緑の日章旗』博文館 少国民文芸叢書 1941
- 『暁の触覚』興亜文化協会、1941
- 『海馬』博文館、1941
- 『少年珊瑚島』湘南書房 1948
- 『養女』大日本雄弁会講談社 1948
- 『笛吹 或アナーキストの死』世界社 1948
- 『緑の秘密国 長篇科学小説』高志書房 1949
- 『産院』朝日新聞社 1949
- 『彼の求める影』1947 - 1950　◎
- 『わが女学生時代の罪 他二篇』春陽堂 1953　◎
- 『三面鏡の恐怖』春陽堂書店 1955
- 『光とその影』大日本雄弁会講談社（書下し長篇探偵小説全集）1956
- 『熊笹にかくれて』桃源社 1960　◎

#### 作品集・代表的な短編・詩集
- 『網膜脈視症』 のち春陽文庫　◎
- 『睡り人形』春秋社、1935
- 『就眠儀式』改造社、1935　◎
- 『決闘の相手』春秋社、1936
- 『決闘』 のち講談社大衆文学館
- 『夜の翼』春秋社、1937　◎
- 『新鋭大衆小説全集 第14巻 桜並木の一本の桜・蝸牛の足』アトリエ社、1937
- 『或る光線 木々高太郎科学小説集』ラジオ科学社 1938
- 『結婚問答 他四篇』春秋社、1939
- 『柳桜集 二つの探偵小説』版画荘、1937- 「緑色の目」「文学少女」「柳桜集跋」から成る。◎
- 『文学少女 其の他』雄鶏社、1946
- 『新月 心理探偵小説集』新太陽社、1946
- 『エキゾチックな短篇』尾崎書房、1947
- 『冬の月光 木々高太郎小説集』展文社 1948
- 『侍医タルムドの遺書』東方社 1955
- 『十二の傷の物語』春陽堂書店 1956
- 『大心池先生の事件簿』桃源社 1958　◎
- 『月光と蛾 木々高太郎第二詩集』林髞 詩苑社 1969
- 『木々高太郎全集』全6巻 朝日新聞社 1970
- 死固　□
- 妄想の原理　◎
- 青色鞏膜
- ねむり妻
- 恋慕　※　志賀博士の恩師、小山田博士が活躍
- 完全不在証明　◎
- 医学生と首　□
- 幽霊水兵　□
- 印度大麻　◎
- 女と瀕死者
- 不気味な老医師
- 盲いた月
- 死の乳母
- ヴェニスの計算狂
- 大浦天主堂　◎
- 女の政治
- 水車のある家
- 女の復讐　◎
- 蝸牛の足　□
- 封建性
- 無罪の判決
- 高原の残生
- 白痴美
- 債権　◎
- 死人に口あり　□
- 秋夜鬼
- 柊雨堂雨話
- 永遠の女囚　□
- 宝暦陪審
- 婚礼通夜
- ベートーヴェン第十交響曲
- ストリンドベルヒとの別離
- 東方光
- 葡萄
- 呪縛
- 月蝕
- 桜桃八号
- 猫柳
- 無花果
- 秘密思考
- 老人と看護の娘　◎
- 眠られぬ夜の思い　◎
- 人形師の幻想　◎
- 少女の臀に礼する男
- 夜光　◎
- 幻想曲
- X重量　◎
- 六条執念
- タンポポの生えた土蔵
- 千草の曲
- バラのトゲ　◎
- オリムポスの山　◎
- 心眼
- 騎士出発す
- 異安心
- 細い眼の孫娘　◎
- 悪い家系　◎
- 銀の十字架
- 失踪
- 幻滅

### 戯曲
- 胆嚢

### 合作
- 風間光枝探偵日記 - 海野十三、大下宇陀児との共同による連作。単に同じキャラクターを使っての競作ではなく、各話には繋がりがある[25]。

### 評論
- 『現代探偵小説の特質と現状』日本文章学会 1940
- 探偵小説に於けるフェーアに就いて
- 探偵小説芸術論
- 新泉録
- 『事実は小説より困る 推理的人生案内』大樹書房 1961
- 『推理小説読本』読売新聞社 1964
- 『自由詩のリズム』詩苑社 1969

### 林髞名義
- 『趣味の生理学』時潮社 1934
- 『刺戟』人文書院 1935
- 『条件 随筆集』三省堂 1935
- 『犬の涎 随筆』南光社 1936
- 『思想と生理』人文書院 1936
- 『児童生理学講話』刀江書院 1936
- 『科学主義・その他』太陽閣 1937
- 『私達のからだ』新潮社（新日本少年少女文庫）1939
- 『科学論策』厚生閣 1940
- 『条件反射学方法論』三笠書房 1940
- 『百万人の生理学』三教書院 1940
- 『綴方と自然科学』羽田書店（生活の科学新書）1941
- 『パスツール』新潮社（新伝記叢書）1941
- 『生理学』朝日新聞社（新日新講座）1941
- 『科学への思索』畝傍書房 1941
- 『実習生理学』栖原六郎共著 河合商店 1942
- 『科学への憧憬』協力出版社 1942
- 『科学人史話』第一公論社 1942
- 『研究室秋冬』大東出版社 1942
- 『第二世』古明地書店 1942
- 『東方光』日本文林社 1942
- 『生理学大意 総論』鳳鳴堂書店 1943
- 『私たちの呼吸』偕成社（少年少女文庫）1944
- 『血液記』力書房 1944
- 『小さい生理學 少國民理科』正芽社 1944
- 『詩と暗号 連続探偵小説』新太陽社 1947
- 『生理学なぜ何故ならば』正続 永晃社 1947
- 『北里と野口』湘南書房（新日本少年少女選書）1947
- 『感覚生理学』文宣堂 1948
- 『自然科学とその恩人』三省堂出版（社会科文庫）1949
- 『認識起源論』白楊社 1949
- 『細菌と闘ふ人々 パスツールを中心として』学芸社 1949
- 『探求反射』弘文社 1949
- 『条件反射学応用論』評論社 1950
- 『学生生理学』評論社 1950
- 『条件反射』岩波全書 1951
- 『科学概論』中山書店 1951
- 『かえるのからだと人のからだ』三十書房（少年少女科学の研究室）1952
- 『ノーベル賞ものがたり』毎日新聞社（毎日少年ライブラリー）1954
- 『パブロフ』金子書房（少年少女新伝記文庫）1954
- 『随筆寄席』全4巻 辰野隆、徳川夢声共著 日本出版協同 1954-60
- 『世相の生理』読売新聞社・新書 1955
- 『頭のはたらき』慶應通信 1956
- 『頭脳』光文社 1958（「米を食うと馬鹿に成る」で有名）
- 『頭のよくなる本 大脳生理学的管理法』光文社（カッパブックス）1960
- 『頭をつかう人の食事』婦人画報社 1961
- 『おとこ大学 男性の魅力はこうして作られる』雪華社 1961
- 『大脳を語る 頭の開発10のルール』展望社 1961
- 『北里柴三郎 日本医学の恩人』偕成社（世界偉人伝全集）1963
- 『勉強が好きになる本 大脳生理学の教える学習倍増法』光文社（カッパ・ブックス）1963
- 『疲労と睡眠』筑摩書房 1963
- 『人間のエネルギー 頭と身体のつかい方』河出書房新社 1963
- 『からだの法則を探る 人間の生理学』講談社現代新書 1964
- 『長生きをする研究』サンケイ新聞出版局（ヒット・ブックス）1965
- 『性＝この不思議な原理』講談社現代新書 1966
- 『頭の良い子に育てる本』金剛出版 1967
- 『四時間眠ればよい あなたも 朝型・夜型・不眠型』双葉社 1969
- 『昨日の雪』東京美術（ピルグリム・エッセイシリーズ）1970

### 翻訳
- イワン・ペトロウィチ・パヴロフ『条件反射学 大脳両半球の働きに就ての講義』三省堂 1937 のち新潮文庫
- フローロフ『パヴロフ及其学派』科学知識普及会 1938
- アーネスト・トラットナア『思想の建築』矢の倉書店 1939
- ハーバート・ブリーン『あなたはタバコがやめられる』早川書房 1956
- マイケル・イネス『学長の死』（木々高太郎訳）東京創元社 1959
- ハーバート・ブリーン『あなたは酒がやめられる』（木々訳）早川書房 1959
- B.マスロフスキー、セシヤン『まだ殺されたことのない君たち』木々・槙悠人共訳 東都書房 1962